# Docklow and Hampton Wafer
Docklow and Hampton Wafer är en civil parish i Storbritannien.   Den ligger i grevskapet Herefordshire och riksdelen England, i den södra delen av landet, 190 km väster om huvudstaden London.